# Hełmówka woskowata
Hełmówka woskowata (Galerina cerina A.H. Sm. & Singer) – gatunek grzybów należący do rodziny Hymenogastraceae.

## Systematyka i nazewnictwo
Pozycja w klasyfikacji według Index Fungorum: Galerina, Hymenogastraceae, Agaricales, Agaricomycetidae, Agaricomycetes, Agaricomycotina, Basidiomycota, Fungi.
Po raz pierwszy opisali go w 1955 r. Alexander Hanchett Smith i Rolf Singer. Wszystkie formy i odmiany to synonimy. Nazwę polską zaproponował Władysław Wojewoda w 2003 r.

## Morfologia
Kapelusz
Średnica 0,5–1,5 cm, szeroko-stożkowaty do wypukłego. Brzeg prążkowany od prześwitujących blaszek. Powierzchnia naga, tylko na brzegu u młodych okazów nieco włókienkowata, w stanie wilgotnym ciemnopłowa, z jaśniejszym brzegiem, w stanie suchym wyblakła.
Blaszki
Przyrośnięte, początkowo blado brązowe, potem płowe.
Trzon
Wysokość 2–3 cm, grubość 2–3 mm, kruchy, cylindryczny, pogięty, w górnej części tej samej barwy co kapelusz i oprószony, w dolnej części płowy, z rozproszonymi białawymi fragmentami osłony, z wiekiem zanikającymi.
Miąższ
Bez wyraźnego zapachu i smaku.
Cechy mikroskopowe
Podstawki 27–35 × 8–10 μm, 4-sterygmowe. Pileocystyd brak. Cheilocystydy nabrzmiałe, główkowate 30–50 × 7 μm, z szyjką 12 × 3–5 μm, Sprzążki występują. Zarodniki szeroko jajowate 8,7–12 × 5,5–7 μm, wrzecionowate lub wrzecionowato-główkowate, gładkie, blado brązowe. W wielu zarodnikach występują duże gutule.

## Występowanie i siedlisko
Hełmówka woskowata na półkuli północnej jest szeroko rozprzestrzeniona. W piśmiennictwie naukowym na terenie Polski do 2003 r. podano tylko jedno stanowisko w Puszczy Niepołomickiej (W. Wojewoda, 1999), w 2020 r. podano następne. Jej rozprzestrzenienie w Polsce i stopień zagrożenia nie są znane.
Występuje zazwyczaj w grupkach na torfowiskach wśród mchów, czasami także na próchnicy. Owocniki pojawiają się wiosną i wczesnym latem.